# Brug 835
Brug 835 is een vaste brug in Amsterdam-Zuid, wijk Buitenveldert.
De voetbrug over een afwateringstocht leidt van een zuidelijk gelegen woonwijk met flat Egelenburg naar het Gijsbrecht van Aemstelpark met een doorgaande wandelroute naar Cannenburg. De brug werd aangelegd samen met de Liesbeth den Uylbrug (brug 834), die op nog geen vijftig meter afstand van deze brug ligt. Ze dateren uit de periode nazomer 1965 tot zomer 1966. Het ontwerp kwam in die jaren steevast uit de koker van de Publieke Werken waar toen Dirk Sterenberg (samen met Dick Slebos) verantwoordelijk was voor de bruggen. Sterenberg werd gevraagd een tiental bruggen te ontwerpen naar en rondom het park. De bruggen hebben een gelijk uiterlijk en zeker deze brug 835 en de Liesbeth den Uylbrug, ze zaten samen in een aanbestedingspakket. Ze zijn van gewapend beton met witte zijden, waarop groene metalen balustrades met een witte reling te zien zijn. De balustrades doen voor wat betreft sierlijkheid aan de ontwerpen van Piet Kramer denken (Kramer was toen net vertrokken bij PW). De brug van betonliggers is circa twintig meter lang en 4,5 meter breed. De brug heeft drie doorvaarten, twee maal vierenhalf meter aan de randen en een maal negen meter breed in het midden. Het geheel wordt gedragen door een houten paalfundering.
In tegenstelling tot brug 834 die een vernoeming kreeg, is deze brug alleen nog bekend onder haar brugnummer.

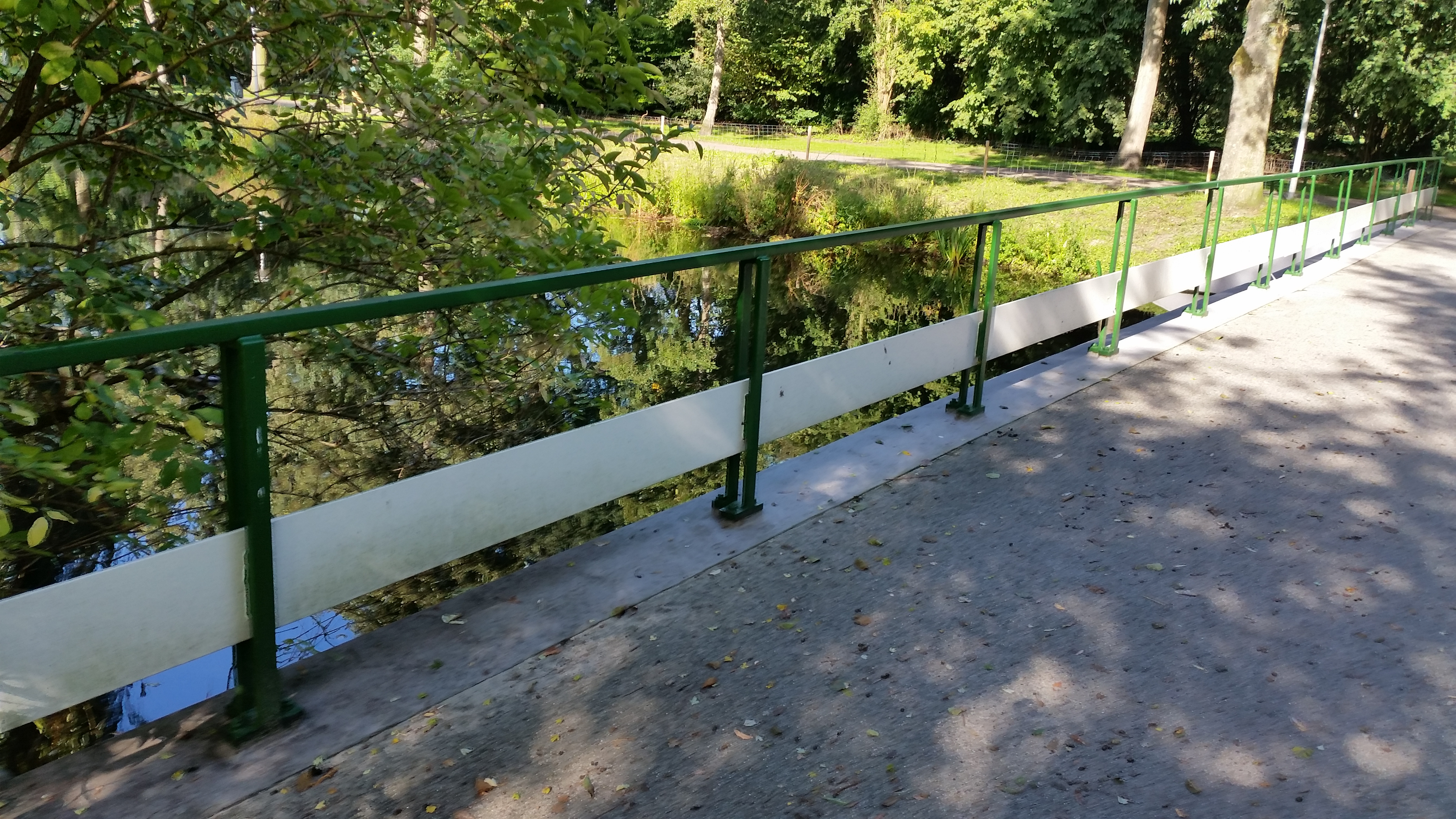
Detail van leuning (oktober 2018)

<<< · 801 · 802 · 803 · 804 · 805 · 808 · 811 · 812 · 813 · 814 · 815 · 816 · 817 · 818 · 819 · 820 · 821 · 822 · 823 · 824 · 825 · 826 · 827 · 828 · 829 · 830 · 831 · 832 · 833 · 834 · 835 · 836 · 837 · 838 · 839 · 840 · 841 · 842 · 844 · 845 · 846 · 848 · 849 · 850 ·  854 · 856 · 857 · 858 · 859 · 860 · 863 · 864 · 865 · 866 · 867 · 868 · 869 · 870 · 871 · 872 · 873 · 875 · 876 · 877 · 889 · 890 · 891 · 892 · 893 · 895 · 896 · 897 · 898 · 899 · >>>
Brugnummers 800, 806, 807, 809, 810, 843 (gesloopt, Uilenstede, Amstelveen), 847 (Uilenstede, Amstelveen) , 851 (gesloopt, Dirk Sterenberg), 852 (gesloopt, Dirk Sterenberg), 853 (gesloopt, Dirk Sterenberg), 855, 861, 862, 874, 878, 879, 880, 881, 882, 883, 884, 885, 886, 887, 888, 894 zijn niet (meer) vergeven.